# داية شيخي
داية شيخي هي قرية في مقاطعة بيرانشهر، إيران. يقدر عدد سكانها بـ 61 نسمة بحسب إحصاء 2016.